# Łyżwiarstwo szybkie na Zimowych Igrzyskach Olimpijskich 2022 – 3000 m kobiet
Bieg na 3000 metrów kobiet rozgrywany w ramach łyżwiarstwa szybkiego na Zimowych Igrzyskach Olimpijskich 2022 odbył się 5 lutego w hali National Speed Skating Oval w Pekinie.

## Terminarz
| Data     | Konkurencja | Godzina rozpoczęcia | Godzina rozpoczęcia |
| Data     | Konkurencja | UTC+08:00           | CET                 |
| -------- | ----------- | ------------------- | ------------------- |
| 5 lutego | Finał       | 17:30               | 09:30               |

## Rekordy
Rekordy obowiązujące przed rozpoczęciem igrzysk.
| Rekord            | Zawodnik          | Czas    | Miejsce        | Data           |
| ----------------- | ----------------- | ------- | -------------- | -------------- |
| Rekord świata     | Martina Sáblíková | 3:53,34 | Salt Lake City | 9 marca 2019   |
| Rekord olimpijski | Claudia Pechstein | 3:57,70 | Salt Lake City | 20 lutego 2002 |

## Wyniki
| Miejsce | Para | Linia | Zawodnik               | Reprezentacja               | Czas    | Strata | Uwagi |
| ------- | ---- | ----- | ---------------------- | --------------------------- | ------- | ------ | ----- |
| 01 !    | 10   | O     | Irene Schouten         | Holandia                    | 3:56,93 |        | OR    |
| 02 !    | 10   | I     | Francesca Lollobrigida | Włochy                      | 3:58,06 | +1,13  |       |
| 03 !    | 9    | I     | Isabelle Weidemann     | Kanada                      | 3:58,64 | +1,71  |       |
| 4.      | 8    | I     | Martina Sáblíková      | Czechy                      | 4:00,34 | +3,41  |       |
| 5.      | 9    | O     | Ragne Wiklund          | Norwegia                    | 4:01,44 | +4,51  |       |
| 6.      | 3    | I     | Miho Takagi            | Japonia                     | 4:01,77 | +4,84  |       |
| 7.      | 3    | O     | Carlijn Achtereekte    | Holandia                    | 4:02,21 | +5,28  |       |
| 8.      | 6    | O     | Antoinette de Jong     | Holandia                    | 4:02,37 | +5,44  |       |
| 9.      | 6    | I     | Ayano Satō             | Japonia                     | 4:03,40 | +6,47  |       |
| 10      | 4    | O     | Jewgienija Łalenkowa   | Rosyjski Komitet Olimpijski | 4:03,42 | +6,49  |       |
| 11      | 5    | O     | Natalja Woronina       | Rosyjski Komitet Olimpijski | 4:03,84 | +6,91  |       |
| 12      | 5    | I     | Valérie Maltais        | Kanada                      | 4:04,27 | +7,34  |       |
| 13      | 2    | O     | Nadieżda Morozowa      | Kazachstan                  | 4:04,97 | +8,04  |       |
| 14      | 8    | O     | Ivanie Blondin         | Kanada                      | 4:06,40 | +9,47  |       |
| 15      | 7    | O     | Han Mei                | Chińska Republika Ludowa    | 4:07,74 | +10,81 |       |
| 16      | 7    | I     | Maryna Zujewa          | Białoruś                    | 4:08,70 | +11,77 |       |
| 17      | 1    | I     | Adake Ahenaer          | Chińska Republika Ludowa    | 4:12,28 | +15,35 |       |
| 18      | 4    | I     | Nikola Zdráhalová      | Czechy                      | 4:13,13 | +16.20 |       |
| 19      | 2    | I     | Mia Kilburg            | Stany Zjednoczone           | 4:13,42 | +16,49 |       |
| 20      | 1    | O     | Claudia Pechstein      | Niemcy                      | 4:17,16 | +20,23 |       |